# Звездарска шума
Звездарска шума, парк-шума Звездара, споменик природе Звездара или само Звездара налази се у истоименој београдској општини и представља значајан део екосистема града. Истовремено Звездара, је атрактивно излетиште у ужем центру града, које служи за одмор, спорт и рекреацију.

## Опис
По положају заузима десну страну реке Дунав. То је пошумљени део брда, које се некада звало Велики Врачар, са врхом који се налази на 254 метара н.в, због чега доминира источним делом Београда. Овај простор је са свих страна стешњен градским ткивом и заузима површину неправилног облика, а граничи се са Миријевом, Омладинским стадионом на Карабурми и Спортским центром „Звездара“. Пошумљени део заузима око 145 хектара површине, од чега је 21 хектар уређен као парк. Вегетација, која расте у урбаним условима града је вештачког порекла и њена просечна старост износи око 60 година. Данас највећи део парк-шуме чине чисте или мешовите врсте дрвећа, као што су багрем, црна топола и канадска топола, амерички јасен, горски јавор, бели јасен, храст лужњак, црни бор и бели бор, као и шумско и украсно шибље. Основна функција шуме је унапређење животне средине и оптимизација еколошких услова у граду.

## Историја
Звездара је недовољно истражени археолошки локалитет праисторијског доба.
Врачар се први пут помиње на једном турском плану из 1621. године као „брдо и велико поље“. Делио се на Источни, Западни и Велики Врачар, односно Звездару.
Брдо и крај око њега, простор све до Вуковог споменика, који је у Београду данас познат као Звездара, до почетка 30-их година 20. века звао се Источни Врачар. Због свог положаја краљ Петар I Карађорђевић, планирао је да на месту где је смештена опсерваторија, сагради себи двор, али су га војни стратези одговорили од те намере, пошто са миријевске стране брда, у подножју протиче река Дунав, па би због тога двор био лака мета за аустријске топовњаче које су пловиле Дунавом.
Међутим, 1932. године је на врху брда, на делу Источног Врачара којим се простирао Лауданов шанац, изграђена Астрономска Опсерваторија. Народни израз за опсерваторију је звездарница, или звездара, тако да је убрзо и крај прозван Звездара, док се претходни назив задржао само за крај с друге стране Булевара краља Александра.
Са пошумљавањем Звездаре кренуло се 1933. после изградње Астрономске опсерваторије 1932, када је почело уређивање парка и засађивање зеленила. Пошумљавање овог терена предузето је, између осталог, и због заштите Београда од кошаве. Највећи број стабала шуме посађен је у периоду од 1948—1950. године у великим акцијама пионира и младих горана, пошто је у близини опсерваторије основан Институт Михајло Пупин.
Током II св. рата, у звездарској шуми је била стациониран немачка артиљерија, ради одбране од савезничког бомбардовања града 1945. године.
Пре НАТО агресије у Звездарској шуми налазила се и одбрана града Београда која је тада измештена у село Јаково.
На самом рубу шуме, недалеко од Института Михајло Пупин, још 1989. године започета је изградња Научно технолошког парка „Звездара“, али се убрзо стало, да би се касније поново наставило и парк је отворен 2012. године

## Будућност
Генерални план Београда 2021. године је издвојио Звездарску шуму као евидентирану површину са природним вредностима, који спада у трајна добра града Београда. Због амбијенталног, симболичког и еколошког значаја за град дат је предлог за његову заштиту, Ово представља резултат борбе грађана да сачувају шуму од даље сече и градње.

## Галерија
- Приказ врста птица које живе у Звездарској шуми
- Списак птица које живе у Звездарској шуми